# Pili annulati
Pili annulati (lat. für Ringelhaare; Einzahl Pilus annulatus, von lateinisch pilus ‚Haar‘ und annulare ‚ringeln‘) sind eine erblich bedingte Hautkrankheit, bei der die Kopfhaare eine mit bloßem Auge sichtbare Streifung aufweisen. Das Haarwachstum ist nicht beeinträchtigt. Die Erkrankung wird autosomal-dominant vererbt.
Lichtmikroskopisch weisen die hellen Abschnitte luftgefüllte Spalten auf, die mikroskopisch kein Licht durchscheinen lassen und dadurch unter dem Mikroskop dunkel erscheinen. Elektronenmikroskopisch zeigt die Haarkutikula einen gewellten Verlauf und die Haarrinde intrazelluläre Räume in den Faserbündeln.